# Поповцы (Гомельская область)
Поповцы (бел. Папоўцы) — деревня в Поболовском сельсовете Рогачёвского района Гомельской области Беларуси.

## География

### Расположение
В 27 км на юго-запад от районного центра и железнодорожной станции Рогачёв (на линии Могилёв — Жлобин), 148 км от Гомеля.

### Гидрография
Через населенный пункт протекает река Добосна (приток Днепра).

## Транспортная сеть
Проселочные дороги соединены с автомобильной дорогой Бобруйск-Гомель

## История
По письменным источникам известна с начала XIX века как селение в Рогачёвском уезде Могилёвской губернии. В 1925 году существовали деревня Поповцы и посёлки Поповцы-1, Поповцы-2. В 1931 году организован колхоз имени К. Я. Ворошилова, работала ветряная мельница. Во время Великой Отечественной войны в 1944 году каратели сожгли 25 дворов. 46 жителей погибли на фронте. Согласно переписи 1959 года в составе колхоза «Красная Армия» (центр — деревня Остров). Располагались фельдшерско-акушерский пункт.

## Население

### Численность
- 2004 год — 43 хозяйства, 67 жителей.

### Динамика
- 1816 год — 6 дворов.
- 1858 год — 32 двора, 199 жителей.
- 1926 год — в деревне Поповцы 39 дворов; в посёлках Поповцы-1 13 дворов, Поповцы-2 10 дворов.
- 1940 год — 92 двора, 354 жителя.
- 1959 год — 422 жителя (согласно переписи).
- 2004 год — 43 хозяйства, 67 жителей.

## Известные уроженцы
- С. М. Марченко — белорусский литературный критик.